# Philipp Emanuel von Fellenberg
Philipp Emanuel von Fellenberg (født 27. juni 1771 i Bern, død 21. november 1844 på Hofwil i Münchenbuchsee) var en schweizisk opdrager og landmand.
Von Fellenberg, der tilhørte en velhavende patricierfamilie, studerede jura, filosofi og politik i Tübingen, men følte sig afgjort draget til det praktiske liv. I nogle år tog han del i de politiske bevægelser i Bern og måtte flygte til Tyskland, fordi han skrev imod patriciernes forrettigheder, men 1798 blev han tilbagekaldt og sendt til Paris som gesandt for at påtale de franske agenters undertrykkelser i Schweiz. Han opgav dog snart sin politiske løbebane og vendte sig til den filantropiske virksomhed, der blev hans livs hovedgerning. Tidlig var han blevet påvirket af Johann Heinrich Pestalozzi, der kom i hans forældres hus, og havde ligesom denne dyb medlidenhed med folkets, især de lavere klassers forsømte tilstand, og da han var en meget selvstændig natur, besluttede han nu at anvende sit liv og sin formue til at løfte folket ved forbedret skoleundervisning og opdragelse til arbejde, idet han heri så et hovedmiddel til ikke blot at forædle individet, men at
grundlægge nationens vel.
I 1799 købte han godset Hofwil tæt ved Bern og bragte det i en blomstrende tilstand ved indførelse af en rationel drift, der skaffede ham navn som landmand, tilmed da han 1807 fik et landvæsensinstitut i gang, der blev mønster for lignende anstalter i andre lande. På denne landejendom oprettede han 1804 en skole for fattige, forsømte og straffede børn, som han ville uddanne til nyttige samfundsmedlemmer ved landbrugs- og håndværksarbejde og en dermed jævnsides gående skoleundervisning, der meddeltes i børnenes fritid og lededes i kristelig ånd. Planen lykkedes fortrinlig, især efter at Johann Jacob Wehrli, der var som skabt til lærer og husfader for forsømte børn, 1810 blev ansat ved skolen. For sønner af højere stænder oprettede von Fellenberg 1808 en opdragelsesanstalt, der blev søgt af adel og fyrster, senere af rige industridrivende fra hele Europa og Amerika. Kløften mellem disse to skoler udfyldtes senere af en realskole. Hertil kom en kvindelig opdragelsesanstalt under hans hustrus og døtres ledelse, et asyl, en art seminarium, især for lærere ved arbejdsskoler, og endelig sommerkursus for lærere til deres videre uddannelse.
Den overensstemmelse, der fandtes mellem Pestalozzis og von Fellenbergs pædagogiske anskuelser, fremkaldte gentagne forsøg på at forene deres anstalter, og sikkert ville von Fellenbergs praktiske dygtighed, hans energi og konsekvens kunne have rådet bod på de svage sider ved Pestalozzis virksomhed; men forsøgene strandede på von Fellenbergs herskelyst og Pestalozzis pirrelighed. Men den fortjeneste tilkommer von Fellenberg, at han har virkeliggjort den tanke om fattigbørns opdragelse, som Pestalozzi havde undfanget, men ikke formået at gennemføre. Von Fellenbergs storartede virksomhed, der især for de fattige børns vedkommende gav fortrinlige resultater, vakte opsigt verden over, og mange statsmænd, videnskabsmænd og andre, der interesserede sig for folkevel og for løsningen af det sociale spørgsmål, valfartede til Hofwil eller brevvekslede med von Fellenberg og sendte lærere til ham for at uddannes. Også Danmark var med. Den danske regering sendte 1825-27 lærerne P. Møller og P. P. Schmidt til Hofwil og oprettede efter deres hjemkomst to fellenbergske anstalter: Katrinelyst ved Sorø 1827 (nedlagt 1849) og Bøggildgaard ved Silkeborg 1830.
Eftertiden har påvist von Fellenbergs overvurdering af arbejdsundervisningens evne til at omdanne mennesker, men anerkendt det legemlige arbejdes opdragende magt, og skolen på Hofwil er med lempelser blevet mønsteret for talrige opdragelsesanstalter både i og uden for von Fellenbergs fædreland. Fra 1820 deltog von Fellenberg atter i det politiske liv, dels som medlem og senere præsident i kantonets store råd og dels en kort tid som Berns landamman. Men han egnede sig ikke ret hertil, da han manglede forståelse og bøjelighed over for andres anskuelser, og da tilmed hans opdragergerning tog skade ved hans politiske virksomhed, trak han sig tilbage fra denne 1834.